# Deschutes County
Deschutes County ist ein County im US-Bundesstaat Oregon der Vereinigten Staaten. Das U.S. Census Bureau hat bei der Volkszählung 2020 eine Einwohnerzahl von 198.253 ermittelt. Der Sitz der Countyverwaltung (County Seat) ist Bend.

## Geographie
Das County hat eine Fläche von 7.912 Quadratkilometern; davon sind 195 Quadratkilometer (0,7 Prozent) Wasserfläche. Es wird vom Office of Management and Budget zu statistischen Zwecken als Bend, OR Metropolitan Statistical Area geführt.

## Geschichte
Das County wurde am 13. Dezember 1916 gegründet und nach dem Deschutes River benannt.
39 Bauwerke und Stätten des Countys sind im National Register of Historic Places (NRHP) eingetragen (Stand 8. Juni 2018).

## Demografische Daten

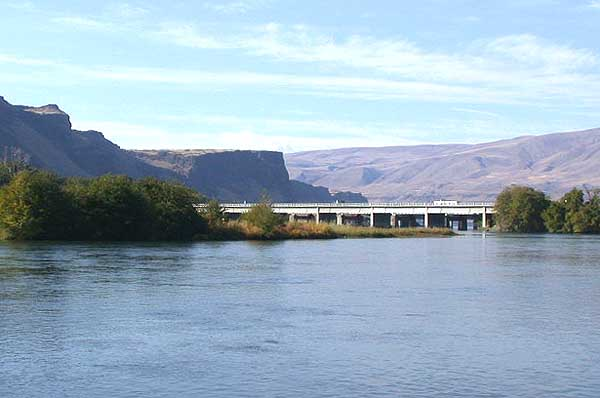
Der Deschutes River

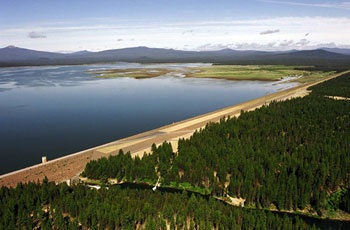
Der Wickiup Dam und das Wickiup Reservoir

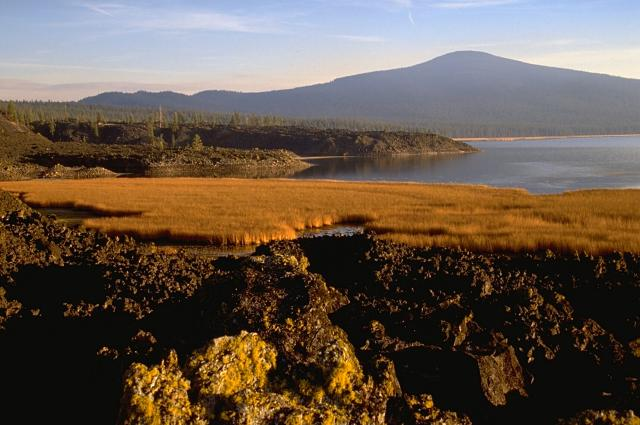
Der Davis Lake

Nach der Volkszählung im Jahr 2000 lebten im County 115.367 Menschen. Es gab 45.595 Haushalte und 31.962 Familien. Die Bevölkerungsdichte betrug 15 Einwohner pro Quadratkilometer. Ethnisch betrachtet setzte sich die Bevölkerung zusammen aus 94,85 % Weißen, 0,19 % Afroamerikanern, 0,83 % amerikanischen Ureinwohnern, 0,74 % Asiaten, 0,07 % Bewohnern aus dem pazifischen Inselraum und 1,36 % Prozent aus anderen ethnischen Gruppen; 1,96 % stammten von zwei oder mehr ethnischen Gruppen ab. 3,73 % der Bevölkerung waren spanischer oder lateinamerikanischer Abstammung.
Von den 45.595 Haushalten hatten 32,10 % Kinder und Jugendliche unter 18 Jahre, die bei ihnen lebten. 58,00 % waren verheiratete, zusammenlebende Paare, 8,50 % waren allein erziehende Mütter. 29,90 % waren keine Familien. 22,00 % waren Singlehaushalte und in 7,70 % lebten Menschen im Alter von 65 Jahren oder darüber. Die Durchschnittshaushaltsgröße betrug 2,50 und die durchschnittliche Familiengröße lag bei 2,91 Personen.
Auf das gesamte County bezogen setzte sich die Bevölkerung zusammen aus 24,80 % Einwohnern unter 18 Jahren, 7,80 % zwischen 18 und 24 Jahren, 28,60 % zwischen 25 und 44 Jahren, 25,70 % zwischen 45 und 64 Jahren und 13,10 % waren 65 Jahre alt oder darüber. Das Durchschnittsalter betrug 38 Jahre. Auf 100 weibliche Personen kamen 98,70 männliche Personen, auf 100 Frauen im Alter ab 18 Jahren kamen statistisch 97,00 Männer.

Das jährliche Durchschnittseinkommen eines Haushalts betrug 41.847 USD, das Durchschnittseinkommen der Familien betrug 48.403 USD. Männer hatten ein Durchschnittseinkommen von 34.070 USD, Frauen 25.069 USD. Das Prokopfeinkommen betrug 21.767 USD. 9,30 % der Bevölkerung und 6,30 % der Familien lebten unterhalb der Armutsgrenze. 10,40 % davon waren unter 18 Jahre und 6,10 % waren 65 Jahre oder älter.

## Siedlungen

### Städte
- Bend
- La Pine
- Redmond (Oregon)
- Sisters (Oregon)

### Zu Statistikzwecken definierte Siedlungsgebiete (CDP)
- Alfalfa (Oregon)
- Black Butte Ranch
- Brothers
- Cloverdale
- Deschutes
- Deschutes River Woods
- Elk Lake
- Hampton
- Millican
- Plainview
- Prineville Junction
- Shevlin
- Sunriver
- Terrebonne (Oregon)
- Three Rivers
- Tumalo